# 彭允年
彭允年（？—？），贵州石阡人，明朝政治人物。举人出身。
崇祯十年（1637年），擔任明朝廣州府新安縣知縣。后由周希曜接任。